# Filozófusok listája

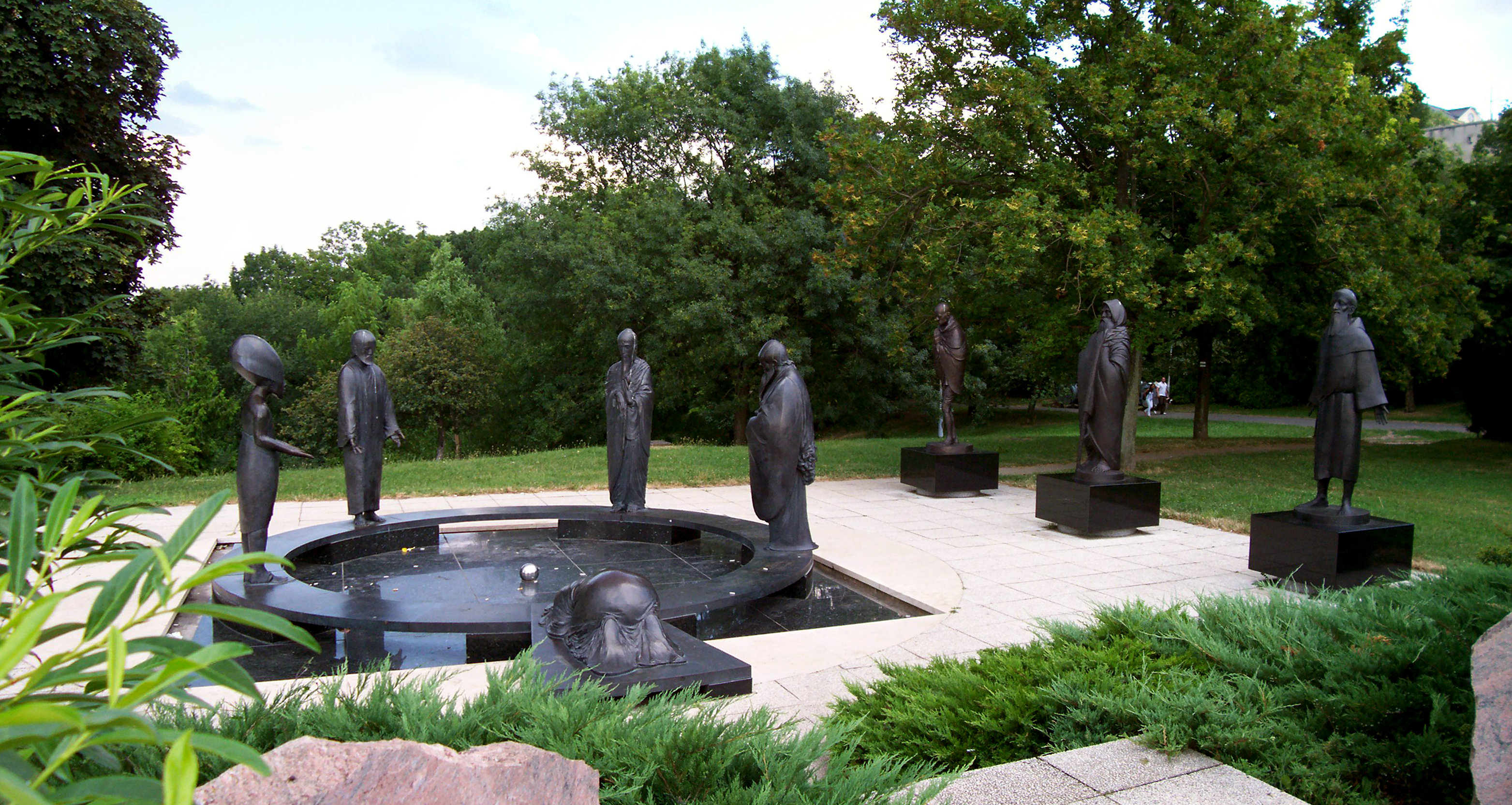
A Filozófiai kert nyolc alakos szoborcsoportja a gellérthegyi Gruber József-víztározó oldalán a Gellért-hegyen

A filozófus olyan ember, aki – akár hivatásszerűen, akár másképp – foglalkozik a filozófiával.
Az alábbi felsorolás az ismert filozófusok listája.

## Ókori filozófusok

### Időszámításunk kezdete előttiek
- Aeneszidémosz (i. e. 1. század) görög
- Krotóni Alkmaión (i. e. 6. század) görög
- Klazomenai Anaxagorasz (i. e. 500 – i. e. 428) görög
- Anaxarkhosz (i. e. 4. század) görög
- Anaxilaosz (i. e. 1. század) görög
- Anaximandrosz (i. e. 610 – i. e. 547 v. 548) görög
- Anaximenész (i. e. 585 – i. e. 525) görög
- Rhodoszi Andronikosz (~i. e. 70/65–i. sz. 50) görög
- Annikerisz (i. e. 4. század) görög
- Antiszthenész (i. e. 446–i. e. 386) görög
- Arisztipposz (i. e. 435–i. e. 370) görög
- Arisztotelész (i. e. 384–i. e. 322) görög
- Arisztoxenosz (i. e. 4. század) görög
- Arisztosz (i. e. 1. század) görög
- Pitanéi Arkeszilaosz (i. e. 315–241) görög
- Arkhelaosz (i. e. 5. század) görög
- Arkhütasz (i. e. 428–365) görög
- Biasz (~i. e. 590–~530) görög
- Caius Blossius (?–i. e. 129) görög
- Buddha, (Gautama Sziddhártha) (i. e. 563–i. e. 483) indiai
- Titus Lucretius Carus (i. e. 99–54) római
- Marcus Tullius Cicero, (i. e. 106–43) római
- Csuang-ce (i. e. 4. század) kínai
- Licinius Damasippus (i. e. 1. század) görög
- Démétriosz (i. e. 1. század) görög
- Démokritosz (~i. e. 460 v. 470–370) görög
- Dikaiarkhosz (i. e. 4. század–~285) görög
- Diodórosz (i. e. 2. század) görög
- Diodórosz Kronosz (i. e. 4. század) görög
- Apollóniai Diogenész (i. e. 499–428) görög
- Szinópéi Diogenész, (i. e. 404–323) görög
- Dionüszosz, Areopagitész görög mitológiai alak
- Diphilosz (i. e. 3. század) görög
- Ekhekratész (i. e. 5. század) görög
- Eudórosz Eklektikosz (i. e. 1. század) görög
- Ekphantosz (i. e. 3. század) görög
- Empedoklész (~i. e. 495–435) görög
- Epikurosz (i. e. 341–270) görög
- Eubulosz (i. e. 2. század) alexandriai származású görög szkeptikus filozófus[2]
- Eudémosz (i. e. 4. század) görög
- Euripidész (i. e. 480–406) görög
- Euthüdémosz (i. e. 4. század) görög
- Lucius Tarutius Firmanus (i. e. 1. század) római
- Gorgiász (i. e. 485–380) görög
- Han Fej-ce (i. e. 3. század) kínai
- Pontoszi Hérakleidész (i. e. 390–322) görög
- Epheszoszi Hérakleitosz (i. e. 535–475) görög
- Hermarkhosz (i. e. 4. század) görög
- Kürénéi Hégésziasz (i. e. 3. század) görög
- Hégészinosz (i. e. 2. század) görög
- Hésziodosz (i. e. 7. század) görög
- Hikétasz (i. e. 4. század) görög
- Hipparkhia (i. e. 3. század) görög
- Horatius (i. e. 65–i. e. 8) római
- Hszün-ce (i. e. 3. század) kínai
- Idomeneusz (i. e. 4. század) görög történetíró
- Ikkosz (i. e. 5. század) görög
- Kalanosz (i. e. 4. század) indiai
- Kalliphón (i. e. 2. század) görög
- Kleanthész (i. e. 331/330 – 232/231) görög
- Konfuciusz (i. e. 551 – 479) kínai
- Krantór (i. e. 4. század) görög
- Kratész (i. e. 3. század) görög
- Kratipposz (i. e. 1. század) görög
- Kratülosz (i. e. 5. század) görög
- Kritiasz (i. e. 460 – 403) görög
- Kritolaosz (i. e. 2. század) görög
- Kritón (i. e. 3. század) görög
- Kritón (i. e. 5. század) görög, Szókratész tanítványa
- Krüszipposz (i. e. 281–208)
- Laküdész (i. e. 3. század) görög
- Lao-ce (i. e. 4. század) kínai
- Leukipposz (i. e. 5. század) görög
- Lie-ce (i. e. 5-4. század) kínai
- Liu An (i. e. 2. század) kínai
- Lükón (i. e. 3. század) görög
- Tarentumi Lüszisz (i. e. 5. század) görög
- Melanthiosz (i. e. 2. század) görög
- Szamoszi Melisszosz (i. e. 5. század) görög
- Menandrosz (i. e. 4. század) görög
- Menciusz (i. e. 4–3. század) kínai
- Menedémosz (i. e. 3. század) görög
- Eretriai Menedémosz (i. e. 350–276) görög
- Menekratész (i. e. 4. század) görög
- Mnészarkhosz (i. e. 6. század) görög
- Metón (i. e. 3. század) görög
- Athéni Métrodórosz (?–i. e. 277) görög
- Khioszi Métrodórosz (~ i. e. 330) görög
- Sztratonikeiai Métrodórosz (i. e. 2. század) görög
- Métrodórosz (i. e. 2. század) görög
- Müia (i. e. 5. század) görög
- Nausziphanész (i. e. 4. század) görög
- Nearkhosz (i. e. 3. század) görög
- Neoklész (i. e. 4. század) görög
- Onészikritosz (i. e. 4. század) görög
- Pamphilosz(i. e. 5. század) görög
- Panaitiosz (i. e. 180–110)
- Pankratész (?) görög
- Paraibatész (?) görög
- Parmenidész (~i. e. 540 – ~ 460) görög
- Parmeniszkosz (?) görög
- Periklész (i. e. 495 – 429) ókori görög politikus
- Phaidrosz (i. e. 1. század) görög
- Phaniasz (i. e. 3. század) görög
- Philiszkosz (i. e. 1. század) epikureus filozófus
- Philiszkosz epikureus filozófus
- Aiginai Philiszkosz (i. e. 4. század) görög
- Alexandriai Philón (i. e. 25–40)
- Larisszai Philón (i. e. 1. század) görög
- Philónidész (?) görög
- Phormión (i. e. 3. század) görög
- Platón (i. e. 427– 347) görög
- Polemón (i. e. 4. század) görög
- Pólosz (?) görög
- Julius Polyaenus (i. e. 1. század) görög
- Polüainosz (i. e. 1. század) görög
- Polümnésztosz (i. e. 2. század) görög
- Poszeidonosz (i. e. 135–51)
- Prótagorasz (Protagorász), (Protagórász) (i. e. 480 – 410) görög
- Pürrhon, Éliszi (i. e. 360 – 270) görög
- Püthagorasz (i. e. 582 – 496) görög
- Szerapion több ókori filozófus neve
- Szimiasz (i. e. 3. század) görög
- Szimmiasz (i. e. 5. század) görög
- Szókratész (i. e. 470– 399) görög
- Szópatrosz (i. e. 4. század) görög
- Szphodriasz (?) görög
- Sztaszeasz (i. e. 1. század) görög
- Thalész, (milétoszi) (i. e. 624–546) görög
- Theagenész két ókori görög filozófus
- Theagész két ókori görög
- Theanó (i. e. 2. század) görög
- Theomnésztosz három ókori görög
- Theophrasztosz (i. e. ~371–287) görög
- Timagorasz több ókori görög
- Timaiosz (i. e. 5. század) görög
- Timokratész ókori görög filozófus
- Lucius Aelius Tubero (i. e. 1. század) római
- Tung Csung-su (i. e. 2. század) kínai
- Ven-ce (kb. i. e. 6–5. század) kínai
- Xenarkhosz ókori görög filozófus, Kr. e. 5. század
- Xenarkhosz ókori görög filozófus, Kr. e. 1. század
- Xeniadész (i. e. 5. század) görög
- Xenokratész (i. e. 396–314) görög
- Kolophóni Xenophanész, (i. e. 570–~475) görög
- Zarathustra (i. e. 628–~551) iráni
- Zenóbiosz több görög filozófus neve
- Zénón, epikureusi (i. e. 1. század)
- Eleai Zénón, (i. e. 490–430) görög
- Kitioni Zénón, (i. e. 336–264) ciprusi
- Tarszoszi Zénón (i. e. 3. század) görög
- Zoilosz (i. e. 4. század) görög

### Római kori filozófusok
- Szkeptikus Agrippa (I. század) görög
- Ailianosz (175–235) görög
- Abdalláh ibn al-Abbász (619 körül–687 v. 688) arab, iszlám vallási tudós
- Aphrodisziaszi Alexandrosz (2. század–3. század) görög
- Lucius Apuleius (~125–180) római
- Arisztoklész (2. század) görög
- Hippói Szent Ágoston (354–430) görög
- Pszeudo-Dionüsziosz (500 körül) görög
- Athéni Ariszteidész (2. század) görög
- Marcus Aurelius római császár (121–186)
- Boethius (~480–524) itáliai
- Lucius Annaeus Cornutus (20–?) római
- Epiktétosz (~55–~120) görög
- Eubulosz (i. e. 2. század) görög filozófus. Alexandriából származott
- Eubulosz (1. század) a szicíliai Messzénéből származó görög püthagoreus filozófus[3]
- Galénosz (129–201) görög
- Nüsszai Szent Gergely (335–394) görög
- Abu Hanífa (699–767) iszlám teológus
- Hecebolius (4. század) bizánci
- Alexandriai Hüpatia (355–415) alexandriai
- Iamblikhosz (250–330) görög
- Iulianus római császár (331–363)
- Názáreti Jézus (kb. i. e. 6–i. sz. 30)
- Kallisztratosz (3. század) görög
- Alexandriai Kelemen (145–215) görög
- Kelszosz (2. század) görög
- Libaniosz (314–~393) görög
- Marcus Aurelius római császár (121–180) római
- Mardonius (320–342) gót-római
- Ptolemaiosz Marathón (2. század) görög
- Ephesusi Maximus (~310–372) római
- Nikagorasz (3. század) görög
- Nikoklész (310–388) görög
- Numeniosz (2. század) görög
- Olümpiodórosz (5. század) görög filozófus
- Olümpiodórosz (6. század) görög grammatikus
- Órigenész (185–253) görög
- Paeaniosz (4 – 5. század) görög
- Peregrinosz (2. század – 165) görög
- Philiszkosz (1. század) görög
- Plótinosz (203 – 269) római
- Athéni Priszkosz (305 – 395/396) görög
- Proklosz (410–485) görög
- Rufus (2. század) görög
- Junius Rusticus (1. század) római
- Secundus (1. század) görög
- Id. Seneca (i. e. 60-55 k. - i. sz. 39-40 k.) római
- Ifj. Seneca (i. e. 4 körül - i. sz. 65) római
- Szextosz (2. század) görög
- Szalusztiosz (4. század) görög-római
- Taurosz (1. század) görög
- Szmürnai Theón (2. század) görög
- Timaiosz (3. század) görög platonista filozófus

## Középkor
- Pierre Abélard, (Petrus Abelardus) (1079–1142) francia
- Dzsalál ad-Dín Rúmí (1207–1273) perzsa
- Római Aegidius (1243/47–1316) itáliai
- Besatei Anzelm (1000 k.- 1070 k.) itáliai
- Albertus Magnus (~1193–1280) német
- al-Fárábi (870–950) török-perzsa
- al-Gazáli (1058–1111) perzsa
- Anselmus Cantuariensis (Canterburyi Szent Anzelm) (1033 – 1109) itáliai
- Aquinói Szent Tamás (1224/1225–1274) itáliai
- Averroes (1126–1198) arab
- Avicenna (980–1037) perzsa
- Avicebron (1020–1057) héber
- Roger Bacon (1214–1294) brit
- Bathi Adelard (XII. század) angol
- Giovanni Boccaccio (1313–1375) itáliai
- Jean Bodin (1529 v. 1530–1596) francia
- Bolognai Gellért (1255-1317) itáliai
- Bonaventura (1221–1274) itáliai
- Antonio Bonfini (1427/1434–1502) itáliai
- Cesare Borgia (1475–1507) itáliai
- Tycho Brahe (1546–1601) dán
- Giordano Bruno (1548–1600) itáliai
- Branda da Castiglione (1350–1443) itáliai
- Leonardo da Vinci (1452–1519) itáliai
- Szent Cirill (827–869) bizánci
- Nicolaus Cusanus (1401–1464) német teológus
- Csu Hszi (1113–1200) kínai
- Leonardus de Utino (1400–?) itáliai
- Tommaso Cajetan De Vio (1468/1469–1534) itáliai
- Eckhart mester (Johan Eckhart) (1260–1327/1328) német
- Rotterdami Erasmus (1466–1536) németalföldi
- Johannes Scotus Erigena (810–877) skót
- Guillaume Farinier (?-1361) francia
- Marsilio Ficino (1433–1499) itáliai
- Robert Grosseteste (1175–1253) angol
- Johannes Gutenberg (1400–1468) német
- II. Gyula pápa (1443–1513) itáliai
- Hainbuchi Henrik (1325-1397) német–francia
- Héloïse (1101–1162) francia
- Abraham bar Hijja (1065–1136) héber filozófus, csillagász, asztrológus, matematikus
- Salamon ibn Gavirol (1020–1057) héber
- ibn Tufajl (1105/1110–1185) arab
- Kálvin János (Jean Calvin) (1509–1564) francia
- Johannes Kepler (1571–1630) német
- Kopernikusz (1473–1543) lengyel
- Martin Luther (Luther Márton) (1483–1546) német
- Niccolò Machiavelli (1469–1527) olasz
- Madhva (13. sz.), indiai
- Maimonidész (1137/1138–1204) héber
- Ingheni Marsilius (?-1396) német–francia
- V. Miklós pápa (1397–1455) itáliai
- Pico della Mirandola (1463–1494) olasz
- Abu Ali Miszkavajh (932–1030) arab
- Michel de Montaigne (1533–1592) francia
- Morus Tamás (1478–1535) angol
- Agrippa von Nettesheim (1486–1534/35) német
- Nostradamus (1503–1566) francia
- William Ockham (1280–1348) angol
- Oytai Henrik német–francia (1330-1397)
- Paracelsus (1493–1541) német
- Gómez Pereira (1500–1567?) spanyol filozófus, orvos
- Petrarca (1304–1374) itáliai
- II. Piusz pápa (1405–1464) itáliai
- Mikhaél Pszellosz (~1017–~1078) bizánci
- Rámánudzsa (11-12. sz.), indiai
- Pietro Ranzano (1428–1492) itáliai
- r-Rázi (860–932) arab
- VI. Sándor pápa (1431–1503) itáliai
- Ádi Sankara (788–820) hindu
- Girolamo Savonarola (1452–1498) itáliai
- Duns Scotus (1274–1308) ír
- Francisco Suárez (1548–1617) spanyol
- Szaadja gaon (882–942) héber
- IV. Szixtusz pápa (1414–1484) itáliai
- Terrenai Guidó (1270-1342) hispán
- Champeaux-i Vilmos (1070–1121)

## 17. század
- Uriel da Costa (1585–1640) németalföldi
- Johann Heinrich Alsted (1588–1638) német
- Johann Valentin Andreae (1586–1654) német
- Francis Bacon (1561–1626) brit
- Michael Maier (1568-1622) német
- Pierre Bayle (1647–1706) francia
- Júda Löw ben Becalél (1512–1609) cseh
- René Descartes (Renatus Cartesius) (1596–1650) francia
- Robert Fludd (1574–1637) angol
- Galileo Galilei (1564–1642) olasz
- Hugo Grotius (1583–1645) németalföldi
- Thomas Hobbes, (1588–1679) angol
- Johann Kelp (1673–1708) német
- Gottfried Wilhelm Leibniz (1646–1716) német
- Juan Caramuel Lobkowitz (1606–1682) spanyol
- John Locke (1632–1704) angol
- Isaac Newton (1643–1727) angol
- Blaise Pascal, (1623–1662) francia
- Spinoza, Baruch de (1632–1677) németalföldi
- John Toland (1670–1722) angol

## 18. század
- Gottfried Achenwall (1719–1772) német
- Maria Gaetana Agnesi (1718–1799) itáliai
- Alexander Gottlieb Baumgarten (1714–1762) német
- George Berkeley (1685–1753) brit
- Jean le Rond d’Alembert (1717–1783) francia
- Julien Offray de La Mettrie (1709–1751) francia
- Denis Diderot (1713–1784) francia
- Johann Gottlieb Fichte (1762–1814) német
- Albrecht von Haller (1708–1777) svájci
- Johann Georg Hamann (1730–1790) német
- David Hartley (1705–1757) angol
- Georg Wilhem Fridrich Hegel (1770–1831) német
- Claude-Adrien Helvétius (1715–1771) francia
- Johann Gottfried Herder (1744–1803) német
- Paul Henri Thiry d’Holbach báró (1723–1789) német–francia
- Wilhelm von Humboldt (1767–1835) porosz
- David Hume (1711–1776) skót
- Immanuel Kant (1724–1804) német
- Gotthold Lessing (1729–1781) német
- Montesquieu (1689–1755) francia
- Pierre Prévost (1751–1839) svájci
- Joseph Priestley (1733–1804) angol
- Carl Leonhard Reinhold (1757–1823) osztrák
- Johann Ritter (1776–1810) német
- Jean-Jacques Rousseau (1712–1778) svájci
- Friedrich Schiller (1759–1805) német
- Adam Smith (1723–1790) skót
- Giambattista Vico (1668–1744) itáliai
- Voltaire (Francois-Marie Arouet) (1694–1778) francia
- Mary Wollstonecraft (1759–1797) angol

## 19. század
- Karl Abraham (1877–1925) német pszichoanalitikus
- John Acton (1834–1902) angol történész, moralista
- Erich Adickes (1866–1928) német
- Franz Baader (1765–1841) német
- Bruno Bauer (1809–1882) német
- Walter Benjamin (1892–1940) német
- Jeremy Bentham (1748–1832) brit
- Ludwig Boltzmann (1844–1906) osztrák
- Christopher Jacob Boström (1797–1866) svéd
- Franz Brentano (1838–1917) német
- Jacob Burckhardt (1818–1897) svájci
- Ramón de Campoamor (1817–1901) spanyol
- Ernst Cassirer (1874–1945) német
- Hermann Cohen (1820–1871) német
- Robin G. Collingwood (1889–1943) angol
- Auguste Comte (1798–1857) francia
- Benedetto Croce (1866–1952) olasz
- Charles Darwin (1809–1882) angol
- Georg Friedrich Daumer (1800–1875) német
- Johann von Delling (1764–1838) német
- John Dewey (1859–1952) amerikai
- Wilhelm Dilthey (1833–1911) német
- Daniel N. Dunlop (1868–1935) angol
- Halíl Dzsibrán (1883–1931) libanoni-amerikai
- Ralph Waldo Emerson (1803–1882) amerikai
- Friedrich Engels (1820–1895) német
- Rudolf Christoph Eucken (1846–1926) német
- Gustav Fechner (1801–1887) német
- Ludwig Andreas Feuerbach (1804–1872) német
- Francesco Fiorentino (1834–1884) olasz
- Kuno Fischer (1824–1907) német
- Gottlob Frege (1848–1925) német
- Sigmund Freud (1856–1939) osztrák
- Antonio Gramsci (1891–1937) olasz
- Ernst Haeckel (1834–1919) német
- Hans Hahn (1879–1934) osztrák
- Granville Stanley Hall (1844–1924) amerikai
- Eduard Hanslick (1825–1904) cseh
- Gustav Hartenstein (1808–1890) német
- Martin Heidegger (1889–1976) német
- Johann Friedrich Herbart (1776–1841) német
- Johan Huizinga (1872–1945) holland
- Edmund Husserl (1859–1938) német
- William James (1842–1910) amerikai
- Ernst Jünger (1895–1998) német
- Søren Aabye Kierkegaard (1813–1855) dán
- Ludwig Klages (1872–1956) német
- Karl Korsch (1886–1961) német
- Antonio Labriola (1843–1904) olasz
- Pjotr Lavrovics Lavrov (1823–1900) orosz
- Vlagyimir Iljics Lenin (1870–1924) orosz
- Rudolf Hermann Lotze (1817–1881) német
- Harriet Martineau (1802–1876) angol
- Karl Marx (1818–1883) német
- Karl Ludwig Michelet (1801–1893) német
- Friedrich Michelis (1815–1886) német
- John Stuart Mill (1806–1873) angol
- Friedrich Nietzsche (1844–1900) német
- Henry Steel Olcott (1832–1907) amerikai
- Ivan Petrovics Pavlov (1849–1936) orosz orvos, filozófus
- Charles Sanders Peirce (1839–1914) amerikai
- Helmuth Plessner (1892–1985) német
- Rámakrisna (1836–1886) indiai
- Hans Reichenbach (1891–1953) német
- Hermann Rorschach (1884–1922) svájci
- Franz Rosenzweig (1886–1929) német
- Arnold Ruge (1802–1880) német
- John Ruskin (1819–1900) angol
- Bertrand Russell (1872–1970) angol
- Ferdinand de Saussure (1857–1913) svájci
- Friedrich von Schlegel (1772–1829) német
- Moritz Schlick, (1882–1936) osztrák
- Schelling, (Friedrich Joseph von) (1775–1854) német
- Friedrich Schleiermacher, (1768–1834) német
- Schopenhauer, Arthur (1788–1860) német
- Eduard Spranger (1882–1963) német
- Herbert Spencer (1820–1903) angol
- Oswald Spengler (1880–1936) német
- Marie Steiner (1867–1948) német
- Rudolf Steiner (1861–1925) osztrák
- Max Stirner (1806–1856) német
- Keresztes Szent Terézia Benedikta (1891–1942) német
- Friedrich Theodor Vischer (1807–1887) német
- Aby Warburg (1866–1929) német
- Otto Weininger (1880–1903) osztrák
- Alfred North Whitehead (1861–1947) angol/amerikai
- Ludwig Wittgenstein (1889–1951) osztrák

## 20. század
- Theodor Adorno (1903–1969) német
- G. E. M. Anscombe (1919–2001) angol
- Hannah Arendt (1906–1975) német
- Sri Aurobindo (1872–1950) indiai
- John Langshaw Austin (1911–1960) brit
- Meher Bába (1894–1969) indiai
- Mihail Mihajlovics Bahtyin (1895–1975) orosz
- Roland Barthes (1915–1980) francia
- Walter Benjamin (1892–1940) német
- Henri Bergson (1859–1941) francia
- Lucian Blaga (1895–1961) román
- Ernst Bloch (1885–1977) német marxista
- Norberto Bobbio (1909–2004) olasz
- Niels Bohr (1885–1962) dán
- Hermann Broch (1886–1951) osztrák
- Luitzen Egbertus Jan Brouwer (1881–1966) holland
- Martin Buber (1878–1965) izraeli-osztrák
- Nyikolaj Ivanovics Buharin (1888–1938) orosz
- Judith Butler (1956–) amerikai
- Albert Camus (1913–1960) francia
- Rudolf Carnap (1891–1970) német
- Noam Chomsky (1928–) amerikai
- Darnel Christian (1948–2016) amerikai
- Emil Cioran (1911–1995) román-francia
- Richard Coudenhove-Kalergi (1894–1972) német
- Ingetraut Dahlberg (1927–2017) német
- Angela Davis (1944–) amerikai
- Simone de Beauvoir (1908–1986) francia
- Daniel Dennett (1942–2024) amerikai
- Jacques Derrida (1930–2004) francia
- Miguel de Unamuno (1864–1936) spanyol
- John Dewey (1858–1952) amerikai
- Ronald Dworkin (1931–2013) amerikai
- Albert Einstein (1879–1955) német–amerikai
- Mircea Eliade (1907–1986) román
- Paul Feyerabend (1924–1994) osztrák
- Ernst Fischer (1899–1972) osztrák
- Pavel Alekszandrovics Florenszkij (1882–1937) orosz
- Luciano Floridi (1964–) olasz
- Jerry Alan Fodor (1935–2017) amerikai
- Michel Foucault (1926–1984) francia
- Jacque Fresco (1916–2017) amerikai
- Erich Fromm (1900–1980) amerikai
- Francis Fukuyama (1952–) amerikai
- Hans-Georg Gadamer (1900–2002) német
- José Ortega y Gasset (1883–1955) spanyol
- Germaine Greer (1939–) ausztrál
- Herbert Paul Grice (1913–1988) angol
- Kurt Gödel (1906–1978) osztrák
- Jürgen Habermas (1929–) német
- Ladislav Hanus (1907–1994) szlovák
- Friedrich August von Hayek (1899–1992) osztrák
- Werner Heisenberg (1901–1976) német
- Carl Hempel (1905–1997) német
- Max Horkheimer (1895–1973) német
- Ivan Illich (1926–2002) osztrák
- Jang Csen-fu (1883–1936) kínai
- Karl Jaspers (1883–1969) német
- Bonyifatyij Mihajlovics Kedrov (1903–1985) orosz
- Dzsiddu Krisnamúrti (1895–1986) indiai
- Thomas Kuhn (1922–1996) amerikai
- Bruce Lee (1940–1973) kínai
- David Lewis (1941–2001) amerikai
- Konrad Lorenz (1903–1989) osztrák
- Anatolij Vasziljevics Lunacsarszkij (1875–1933) orosz
- Madhukar (1957–) német
- Mao Ce-tung (1893–1976) kínai
- Gabriel Marcel (1889–1973) francia
- Herbert Marcuse (1898–1979) német
- Odo Marquard (1928–2015) német
- Michael Martin (1932–2015) amerikai
- Maurice Merleau-Ponty (1908–1961) francia
- Ludwig von Mises (1881–1973) osztrák
- Richard von Mises (1883–1953) osztrák
- Iris Murdoch (1919–1999) brit
- Otto Neurath (1882–1945) osztrák-német
- Constantin Noica (1909–1987) román
- Osho (1931–1990) indiai
- Roza Otunbajeva (1950–) kirgiz
- Jan Patočka (1907–1977) cseh
- Gustavo Perednik (1956–) izraeli
- Max Planck (1858–1947) német
- Polányi Mihály (1891–1976) magyar-angol
- Karl Popper (1902–1994) osztrák-angol
- Hilary Putnam (1926–2016) amerikai
- A. C. Bhaktivedánta Szvámi Prabhupáda (1896–1977) indiai
- Willard van Orman Quine (1908–2000) amerikai
- Frank Plumpton Ramsey (1903–1930) angol
- Ayn Rand (1905–1982) amerikai
- John Rawls (1921–2002) amerikai
- Dumitru Roșca (1895–1980) román
- Gilbert Ryle (1900–1976) angol
- Rüdiger Safranski (1945–) német
- Jean-Paul Sartre (1905–1980) francia
- Roger Scruton (1944–2020) angol
- Jan Christiaan Smuts (1870–1950) dél-afrikai
- Alekszandr Nyikolajevics Taraszov (1958–) orosz
- Ferdinand Ulrich (1931–2020) német
- Francisco Varela (1946–2001) chilei
- José Vasconcelos (1882–1959) mexikói
- Xavier Rubert de Ventós (1939–2023) katalán
- Simone Weil (1909–1943) francia
- Ken Wilber (1949–) amerikai
- Slavoj Žižek (1949–) szlovén